# Петер Карлстрем
Петер Карлстрем (швед. Peter Carlström, 24 травня 1956) — шведський ватерполіст.
Учасник Олімпійських Ігор 1980 року.